# Елдон (Ајова)
Елдон (енгл. Eldon) град је у америчкој савезној држави Ајова. По попису становништва из 2010. у њему је живело 927 становника.

## Демографија
Према попису становништва из 2010. у граду је живело 927 становника, што је -71 (-7.1%) становника више него 2000. године.
| Група             | 2000.       | 2010.       |
| Белци             | 970 (97,2%) | 910 (98,2%) |
| Афроамериканци    | 0 (0,0%)    | 1 (0,1%)    |
| Азијати           | 0 (0,0%)    | 0 (0,0%)    |
| Хиспаноамериканци | 15 (1,5%)   | 10 (1,1%)   |
| Укупно            | 998         | 927         |